# Glenoleon
Glenoleon är ett släkte av insekter. Glenoleon ingår i familjen myrlejonsländor.

## Bildgalleri

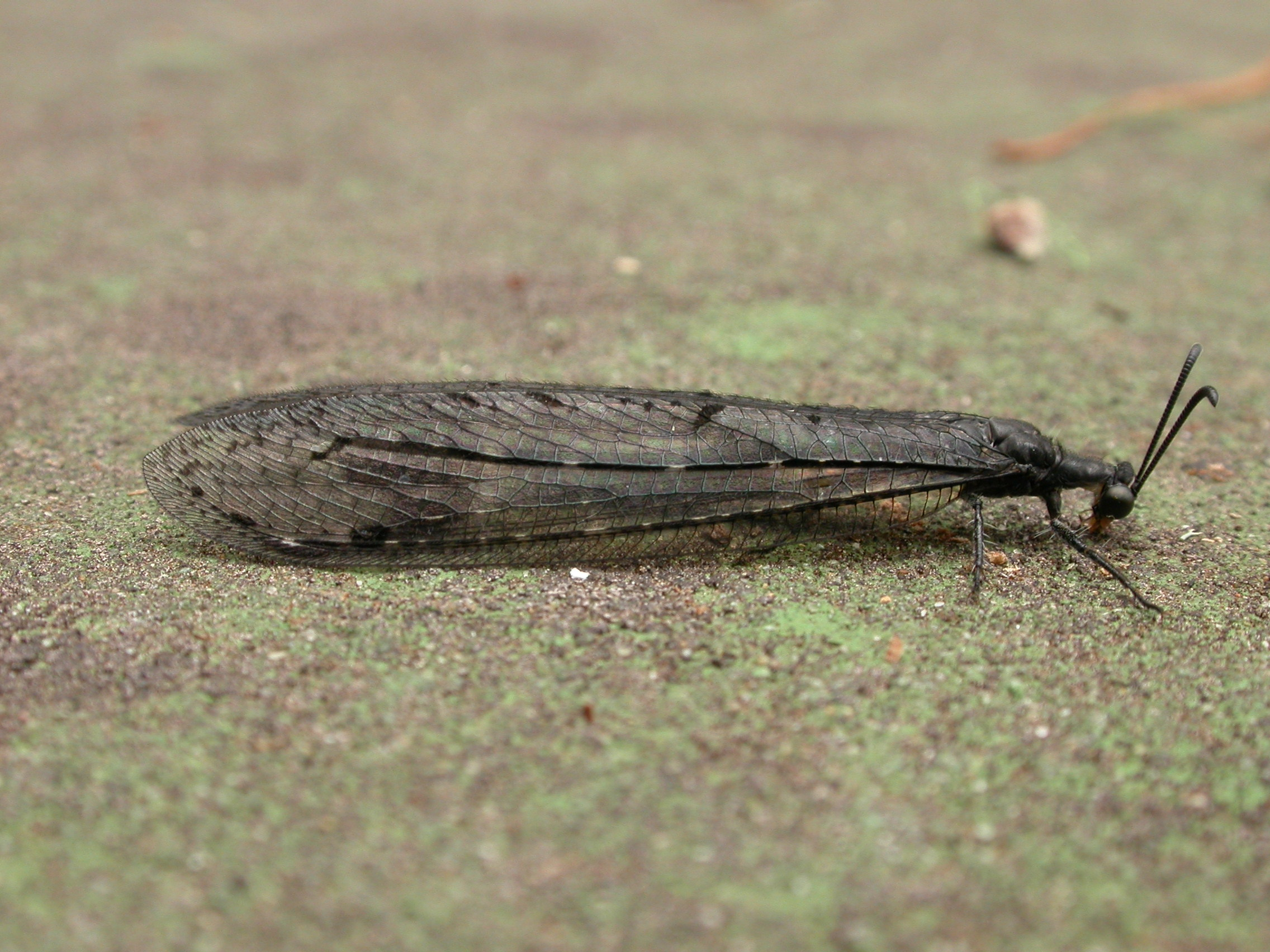
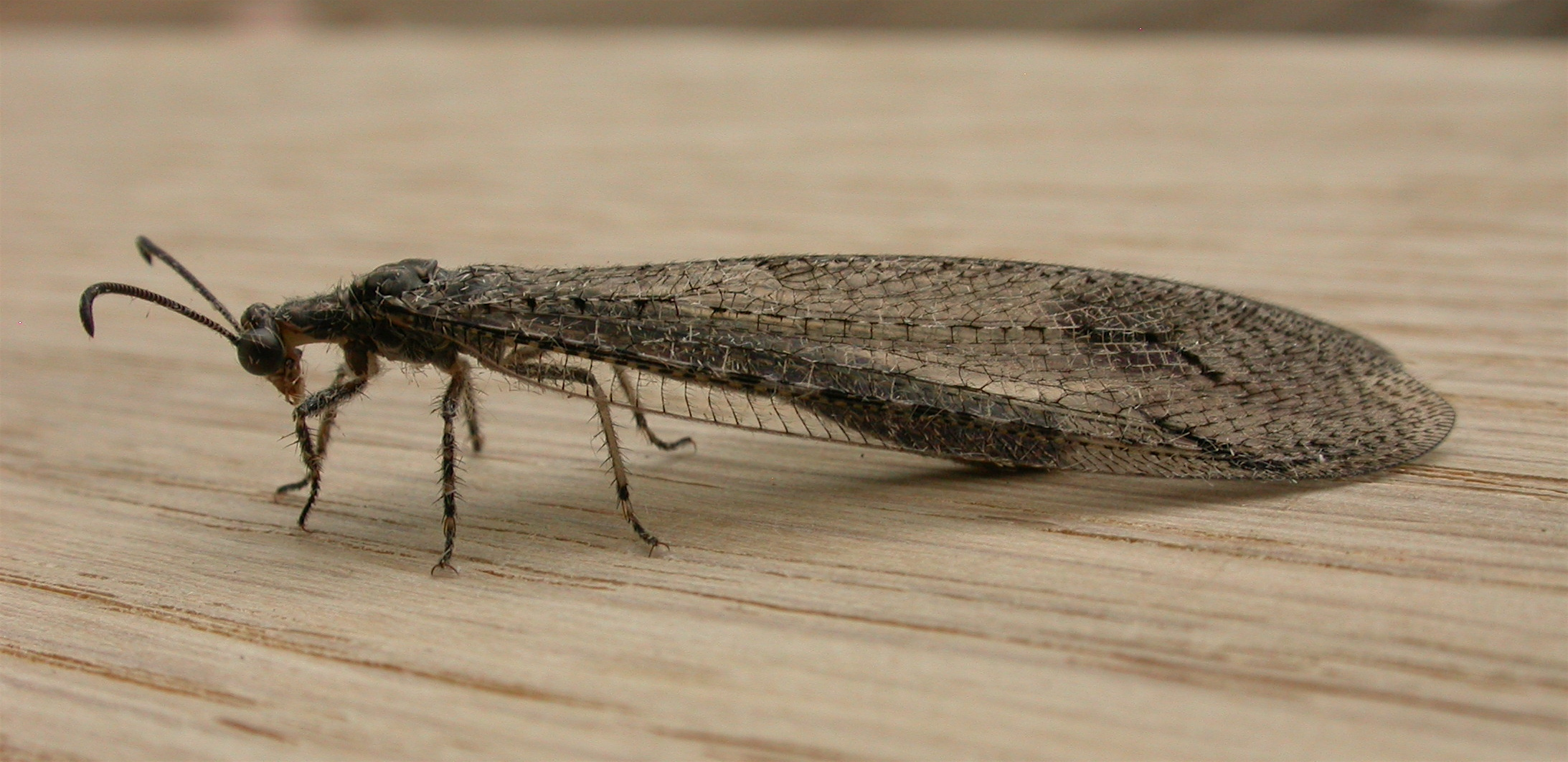
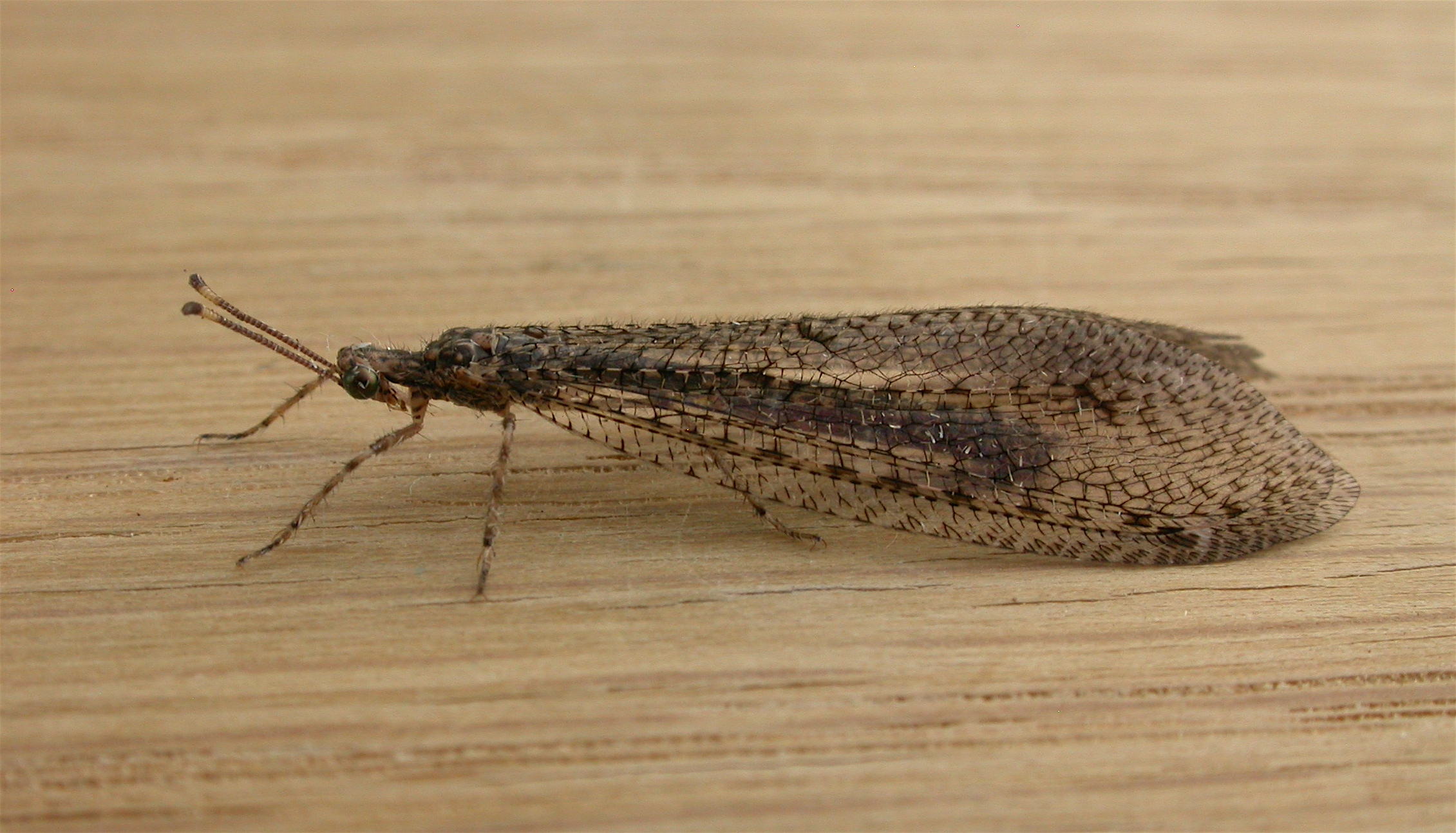
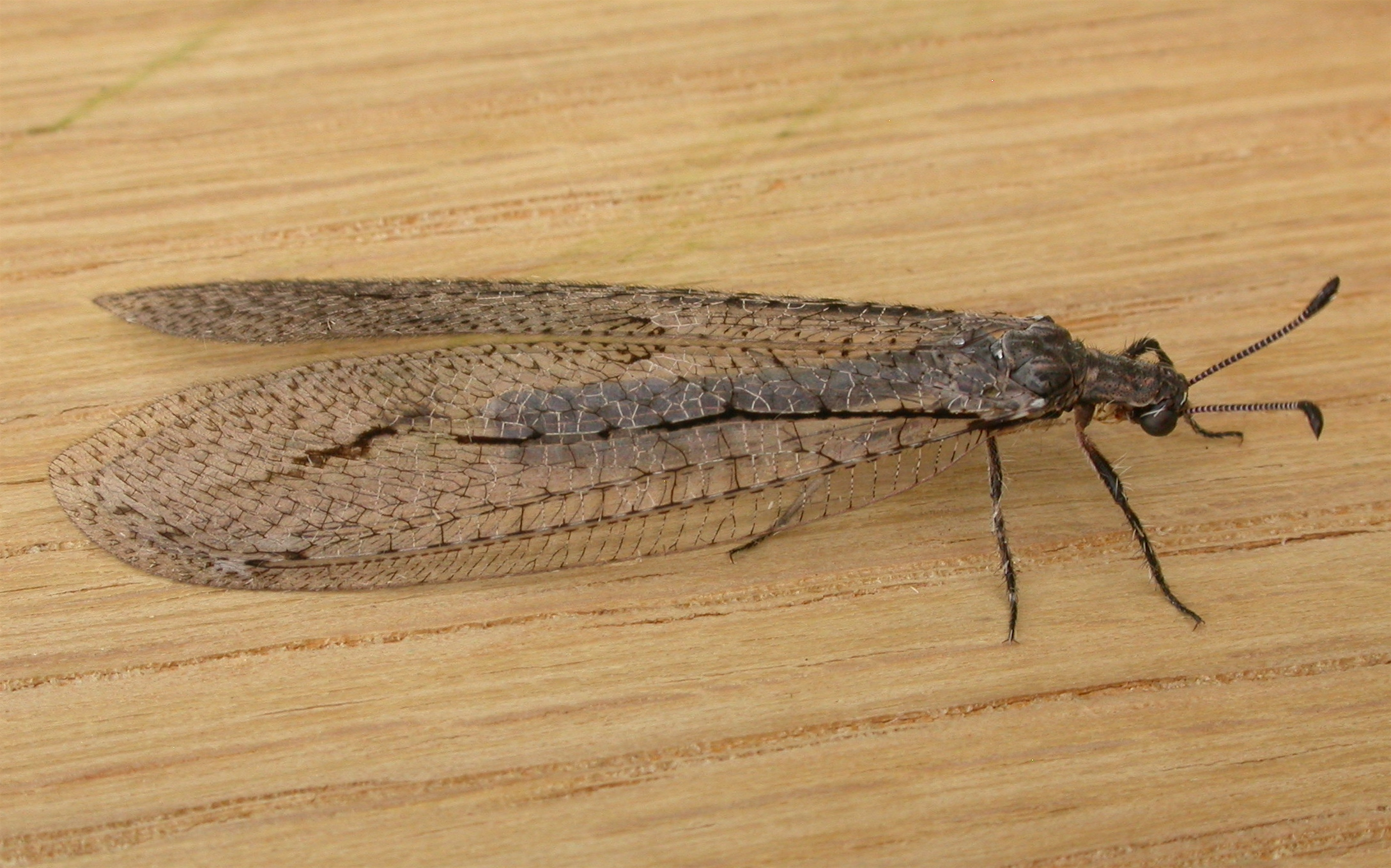

## Dottertaxa tillGlenoleon, i alfabetisk ordning[1]
- Glenoleon annulatus
- Glenoleon aurora
- Glenoleon banksi
- Glenoleon berthoudi
- Glenoleon brevigonarcus
- Glenoleon cahillensis
- Glenoleon conspersus
- Glenoleon dannyae
- Glenoleon dissolutus
- Glenoleon drysdalensis
- Glenoleon falsus
- Glenoleon gerstaeckeri
- Glenoleon lesouefi
- Glenoleon maculatus
- Glenoleon mcalpinei
- Glenoleon meteoricus
- Glenoleon minutillus
- Glenoleon mouldsorum
- Glenoleon mulesi
- Glenoleon nigristriatus
- Glenoleon osmyloides
- Glenoleon parviproctus
- Glenoleon pictus
- Glenoleon pingrupensis
- Glenoleon pulchellus
- Glenoleon radialis
- Glenoleon roseipennis
- Glenoleon rudda
- Glenoleon secula
- Glenoleon stigmatus
- Glenoleon tergitus
- Glenoleon tillyardi